# Amroha
Amroha est une ville indienne située dans le district d'Amroha dans l’État du Uttar Pradesh. En 2001, sa population était de 164 890 habitants.

## Source de la traduction
- (en) Cet article est partiellement ou en totalité issu de l’article de Wikipédia en anglais intitulé « Amroha » (voir la liste des auteurs).